# Hünenbett von Nebel

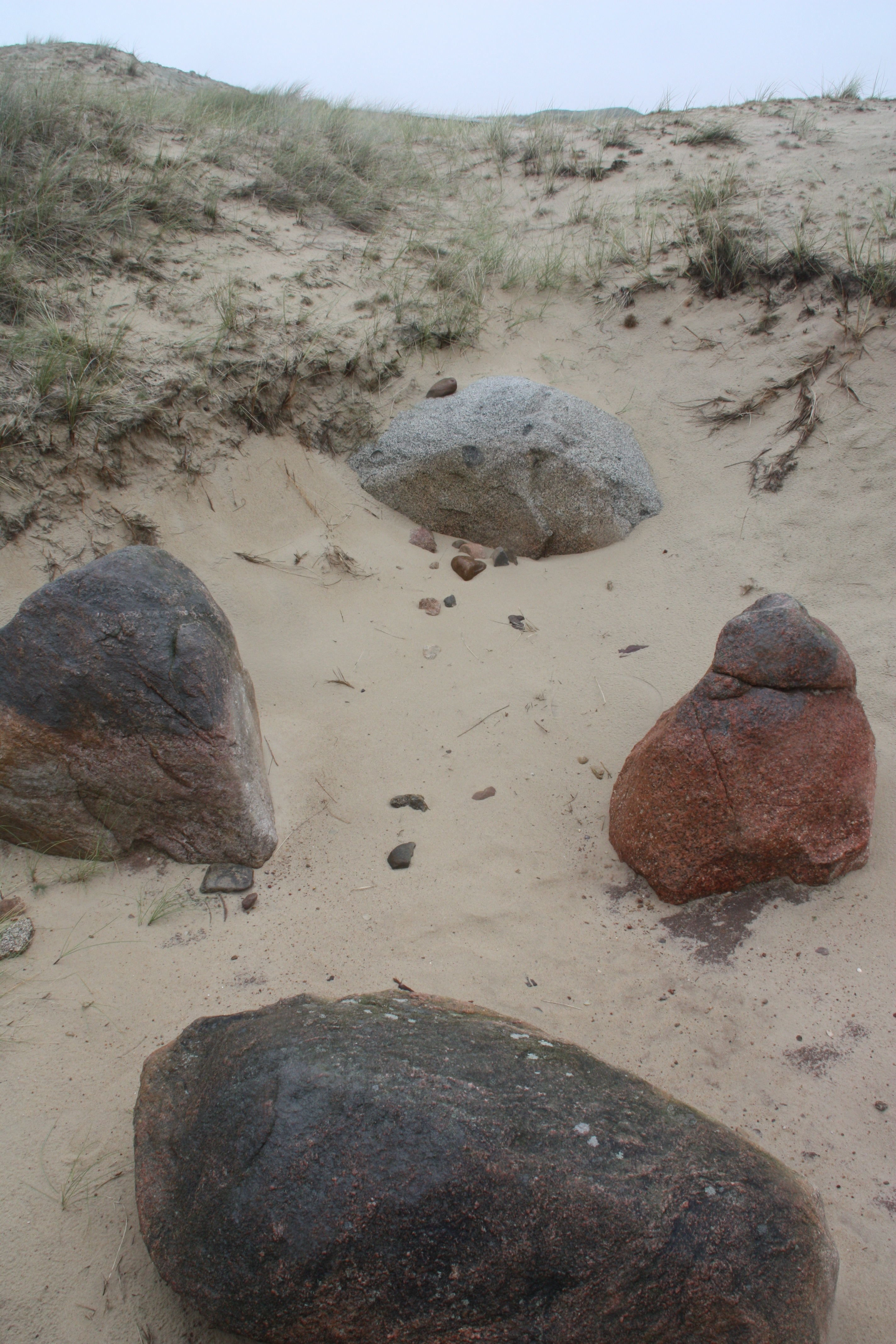
Das Hünenbett von Nebel

Das Hünenbett von Nebel ist eine aus zwei Kammern bestehende Grabanlage aus der Jungsteinzeit auf der Nordseeinsel Amrum im Kreis Nordfriesland in Schleswig-Holstein. Die in den 1950er-Jahren ergrabene, frei zugängliche archäologische Fundstätte mit der Sprockhoff-Nr. 11 liegt im Nordwesten der Gemarkung der Gemeinde Nebel im Naturschutzgebiet Amrumer Dünen, etwa 500 m nordwestlich der Vogelkoje Meeram. Das Hünenbett ist Teil des Archäologischen Areals Amrum.

## Grabungsbefunde
Beim Hünenbett von Nebel, auch angesprochen als Großsteingrab, handelt es sich um ein seltenes, rechteckiges Hünenbett in Ost-West-Ausrichtung mit zwei querliegenden Kammern. Die Einfassung ist stark gestört, es fehlen viele Steine. Dennoch kann die Größe mit rund 35 m × 7 m angegeben werden. Das Langbett wurde 1951 von Karl Kersten untersucht. In den Grabkammern entdeckte er dabei mehrere Knochen und Schädel, Flintsteinbeile, Pfeilspitzen, reich verzierte Keramik sowie Bernsteinperlen als Grabbeigaben.

### Die östliche Kammer
Bei der östlichen Kammer handelt sich um einen erweiterten Dolmen. Die Langseiten bestehen aus je zwei Trägersteinen, die nördliche Schmalseite aus einem Trägerstein. An der südlichen Seite steht ein halber Tragstein sowie ein 0,35 m hoher Schwellenstein. Die lichte Weite der Kammer beträgt 2,5 × 1,4 m. Auf der Kammer lagen zwei Decksteine, einer ist verschoben, der andere in die Kammer verstürzt.

### Die westliche Kammer
Diese Kammer ist ähnlich der östlichen, aber ein wenig länger und schmaler. Die Langseiten werden ebenfalls aus je zwei Paaren von Trägersteinen gebildet. Die Kammer besitzt nur noch einen Deckstein.